# Țîbivka, Kozelșciîna
Țîbivka (în ucraineană Цибівка) este un sat în comuna Verhnea Manuilivka din raionul Kozelșciîna, regiunea Poltava, Ucraina.

## Demografie
Componența lingvistică a localității Țîbivka
     Ucraineană (100%)
Conform recensământului din 2001, toată populația localității Țîbivka era vorbitoare de ucraineană (100%).